# Cheiramiona lejeuni
Cheiramiona lejeuni är en spindelart som beskrevs av Leon N. Lotz 2003. Cheiramiona lejeuni ingår i släktet Cheiramiona och familjen sporrspindlar. Inga underarter finns listade i Catalogue of Life.